# إميل كيلر
إميل كيلر (بالفرنسية: Émile Keller)‏ هو سياسي فرنسي، ولد في 8 أكتوبر 1828 في بلفور في فرنسا، وتوفي في 20 فبراير 1909 في باريس في فرنسا. حزبياً، نشط في Union of rightwing ‏. وقد انتخب رئيس ‏ Société générale d'éducation et d'enseignement ‏ وانتخب نائب فرنسي (26 مارس 1859 – 14 أكتوبر 1889).